# Podedwór (Potok Mały)
Podedwór – przysiółek wsi Potok Mały w Polsce położony w województwie świętokrzyskim, w powiecie jędrzejowskim, w gminie Jędrzejów.
W latach 1975–1998 przysiółek należał administracyjnie do województwa kieleckiego.